# Naughty Alysha
Naughty Alysha (Tampa, Florida; 15 de febrero de 1971) es el nombre artístico de una actriz pornográfica y productora estadounidense.

## Biografía
Nacida en Florida en febrero de 1971 con el nombre de Alysha Morgan. Vivió en el hogar familiar hasta su período universitario. Trabajó varios años en el campo administrativo y se casó por dos ocasiones. Después de su última experiencia marital, contactó con Adam, quien fuera el jefe de su exmarido, y con el que comenzó a explorar y experimentar diversas parcelas sexuales. Fue así como empezaron a difundir sus fotos y vídeos amateurs, que fueron publicados en revistas y foros, siendo reconocidos con algunos premios en concursos.
Después de ganar popularidad, ambos decidieron lanzar en 1999 el sitio web de Naughty Alysha para crear vídeos de temática más profesional. Con Alysha contactó la también actriz pornográfica Denni O'Brien, quien la invitó a California para contactar con estudios de la industria y poder dar el salto al nivel profesional como actriz pornográfica.
Su carrera como actriz la ha desarrollado principalmente a través de su página web y su productora, Naughty Alesya, con la que protagoniza, dirige, produce y guioniza. Otras productoras con las que ha trabajado han sido Sticky Video, Jay Sin Video, Evil Angel, Score o Sex Box Video.
Alysha ha destacado por sus vídeos, escenas y películas en los que aparecía masturbándose haciendo uso de dildos y otros juguetes sexuales de gran tamaño, parcela que le valió la nominación en los Premios AVN en 2007 en la categoría de Mejor escena de masturbación por Amazing Penetrations 3.
Ha rodado más de 450 películas como actriz.

## Premios y nominaciones
| Año  | Ceremonia   | Resultado | Premio                              | Trabajo                |
| ---- | ----------- | --------- | ----------------------------------- | ---------------------- |
| 2007 | Premios AVN | Nominada  | Mejor escena de masturbación        | Amazing Penetrations 3 |
| 2013 | Premios AVN | Nominada  | Mejor sitio web porno de una actriz | NaughtyAlysha.com      |
| 2014 | Premios AVN | Nominada  | Mejor sitio web porno de una actriz | NaughtyAlysha.com      |